# Parachilia ochracea
Parachilia ochracea är en skalbaggsart som beskrevs av Pouillaude 1917. Parachilia ochracea ingår i släktet Parachilia och familjen Cetoniidae. Inga underarter finns listade i Catalogue of Life.